# Przymus ruchomy
Przymus ruchomy (ang. "entry shifting squeeze") to odmiana przymusu w której rozgrywający ma przynajmniej dwie karty w kolorze karty prowadzącej i w zależności od zrzutek obrońcy (lub obrońców) kolor w którym zagrał kartę prowadząca zapewnia dalszą komunikację w przymusie.  Poniższy przykład dobrze ilustruje tę zasadę:
```
                       ♠ 5 4
                       
♥
 -
                       
♦
 -
                       ♣ A 7
             ♠ A K                ♠ 8
             
♥
 A K                
♥
 -
             
♦
 -                  
♦
 42
             ♣ -                  ♣ D
                       ♠ -
                       
♥
 7 6
                       
♦
 -
                       ♣ K 6
```

Powyższy przymus ruchomy to odmiana przymusu atutowego. Atu to trefle i S gra króla trefl. Jeżeli W odrzuci kiera to rozgrywający przebije kiera w dziadku i wróci do ręki przebitką pik, a jeżeli W pozbędzie się pika to rozgrywający przejmie króla trefl asem, przebije w ręce pika i wejdzie do dziadka przebitką kier.